# Luxemburgo nos Jogos Olímpicos de Verão de 2004
Luxemburgo competiu nos Jogos Olímpicos de Verão de 2004, em Atenas, na Grécia.